# Конрад Бремер
Ко́нрад Бре́мер (нем. Konrad Bremer) упоминается Петром из Дусбурга в Хронике земли Прусской, а также Николаем фон Ерошиным в одноимённой рифмованной немецкоязычной версии Хроники земли Прусской как рыцарь Тевтонского ордена, живший в XIII веке. 
В 1245 году Конрад Бремер получил приказ ландмейстера Поппо фон Остерна доставить провизию в замок Эльбинг. Для выполнения приказа Конрад Бремер с вверенным ему отрядом отправился в Эльбинг на трёх кораблях по реке Ногат (правый рукав Вислы), о чём свидетельствуют записи Николая фон Ерошина  и Петра из Дусбурга в вышеуказанных хрониках:
«Магистр брат Поппо, радеющий о спасении правоверных, послал брата Конрада по прозвищу Бремер со многими оруженосцами, чтобы он повёл три корабля, гружённых провизией, в Эльбинг; когда он подошёл к Зантиру, то обнаружил, что Святополк и многие из его людей ожидают с 20 кораблями. Когда брат Конрад увидел их, то... как храбрец, уповающий на Господа... стремительно и мощным ударом обрушился на них, так что многие из кораблей князя были потоплены, прочие — разбиты. Вот почему враги, видя их рядом, подошли с берега, бросая камни. Брату Конраду они выбили зуб, а многих других ранили, прочие прибыли в Эльбинг невредимыми» .